# Pseudameira gracilis
Pseudameira gracilis is een eenoogkreeftjessoort uit de familie van de Ameiridae. De wetenschappelijke naam van de soort werd in 1920 voor het eerst geldig gepubliceerd door Georg Ossian Sars.